# Hugo Münsterberg
Hugo Münsterberg (Danzica, 1º giugno 1863 – Cambridge, 16 dicembre 1916) è stato uno psicologo tedesco.
Fu il fondatore della psicologia applicata, stabilendo le basi della psicologia industriale. Estese inoltre le sue ricerche ai settori legale, medico, educativo, clinico e commerciale. Maturò anche un certo interesse per le arti e l'estetica, privilegiando il cinema di finzione, di cui The photoplay rappresenta una testimonianza significativa.

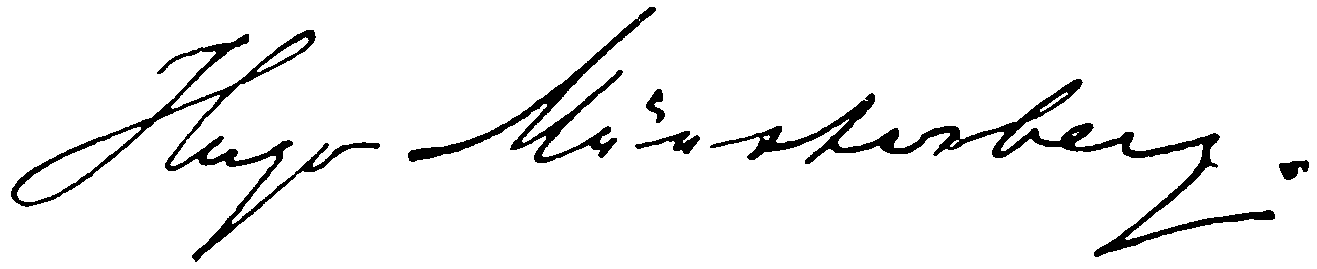
Firma di Hugo Münsterberg

## Biografia

### Giovinezza
Hugo Münsterberg nacque in una famiglia di commercianti tedeschi a Danzica, all'epoca nel Regno di Prussia. Suo padre Moritz era un commerciante di legname, mentre sua madre Minna Anna Bernhardi, un'artista e musicista riconosciuta, era la seconda moglie di Moritz. Moritz aveva avuto due figli dalla prima moglie (Otto ed Emil), e ne ebbe altri due dalla seconda (Hugo e Oscar). Vivevano tutti in una villa neo-Rinascimentale a Detmold.

### Educazione e carriera
Münsterberg aveva molti interessi, come l'arte, la letteratura, la poesia, la musica e la recitazione. Frequentò il liceo di Danzica dove si diplomò nel 1882. Entrò all'università di Lipsia nel 1883, dove ascoltò una conferenza di Wilhelm Wundt ed iniziò ad interessarsi alla psicologia. In seguito divenne l'assistente dello stello Wundt.
Ricevette il dottorato di ricerca in psicologia fisiologica nel 1885 e decise di proseguire gli studi in medicina ottenendo una laurea medica all'università di Heidelberg nel 1887.In seguito divenne professore nell'Università di Freiburg e lì avviò un laboratorio di psicologia.
In questo periodo cominciò a pubblicare le sue prime opere e si sposò con Selma Oppler.
Nel 1891 Münsterberg partecipò al primo congresso internazionale della psicologia dove incontrò William James. Fu invitato a Harvard per un mandato di tre anni come presidente del laboratorio di psicologia, e, anche se all'inizio non parlava inglese, lo imparò rapidamente: Le sue classi divennero presto molto popolari, così da avere una grande influenza su molti studenti, tra cui Mary Whiton Calkins.
Münsterberg era affiliato con molte organizzazioni:
(l'American Psychological Association, l'Accademia di Washington e l'Accademia Americana delle Arti e delle Scienze).
Nel 1910-11 fu nominato professore di Harvard e durante quel periodo fondò anche l'"Amerika - Institut" a Berlino.
Negli anni del suo soggiorno negli Stati Uniti, lavorò per il miglioramento delle relazioni tra gli Stati Uniti e la Germania.
Le opinioni di Münsterberg sui temi della prima guerra mondiale ormai prossima sollevò tempeste di polemiche sui suoi ideali e sulle sue posizioni.
Rimase a Harvard come professore di psicologia sperimentale e direttore del Laboratorio di Psicologia fino alla sua morte improvvisa, probabilmente a causa di stress, nel 1916 durante una lezione.
Alla sua morte, l'atteggiamento generale verso Münsterberg non era cambiato e la sua morte passò relativamente inosservata. Il motivo era soprattutto per i suoi atteggiamenti pro-tedeschi e il suo sostegno alle politiche tedesche.

## La psicologia applicata
Münsterberg studiò la vita psichica per usare eventualmente i risultati dell'analisi in diversi campi dell'azione umana. Consiste nell'adoperare leggi scoperte per la psicologia base al fine di risolvere i conflitti psichici e attuare il controllo del comportamento in tutti i mezzi e istituzioni sociali come cliniche, ospedali, industrie, istituzioni militari.

### Nell'industria
In questo ramo la psicologia applicata si occupa a favorire il comportamento dell'individuo al lavoro, elaborare esami specifici e produrre programmi di addestramento per lavoratori.
Münsterberg era un sostenitore di Frederick Winslow Taylor al quale scrisse nel 1913:"Il nostro obiettivo è delineare contorni di una scienza : la via intermedia tra la psicologia moderna di laboratorio e i problemi dell'economia. La psicologia industriale "doveva essere indipendenti da pareri economici e discutibili"
I lavori di Münsterberg: Vocation and Learning (1912) e Psychology and Industrial Efficiency (1913) sono considerati l'inizio di quello che poi sarebbe diventata la psicologia industriale. Le sue opere toccano molti argomenti: le assunzioni dei lavoratori con più personalità e capacità mentale a determinati tipi di vocazione; metodi per aumentare l'efficienza del lavoro; tecniche di marketing e pubblicità.

### Nella pratica clinica
Si occupa dello studio delle malattie di natura psicologica e ha per l'obiettivo finale di garantire il benessere psicologico e psicosociale dell'individuo.
Münsterberg si appoggiava sulla teoria del parallelismo psicofisico, sostenendo che tutti i processi fisici hanno un processo cerebrale. Credeva che certe malattie mentali avessero un nesso di casualità cellulare. Egli definì la psicoterapia come la "pratica di curare i malati influenzando la vita mentale, forse anche con droghe e farmaci, con l'elettricità, i bagni o la dieta".

### Nell'ambito giudiziario e criminale
Si occupa dell'ambito giudiziario e criminale; indaga gli aspetti psicologici dei crimini e dei criminali. I giudici e i magistrati si affidano allo psicologo forense per determinare la capacità di intendere e volere di un imputato. Nel 1908, Münsterberg pubblicò il suo libro On the Witness Stand (1908), dove discusse diversi fattori psicologici che possono modificare i risultati di un processo e qui indicò le varie vie razionali e scientifiche per esaminare i fatti rivendicati da testimoni con l'applicazione della psicologia sperimentale in base all'assegnazione della legge.
Münsterberg sottolinea i vari motivi per cui un testimone oculare è inaffidabile: è suscettibile ad avere illusioni; dipende dalle circostanze che lo circondano; la memoria è influenzata da giudizi, suggerimenti che penetrano all'interno del ricordo.

## Comparazione Münsterberg-Wundt

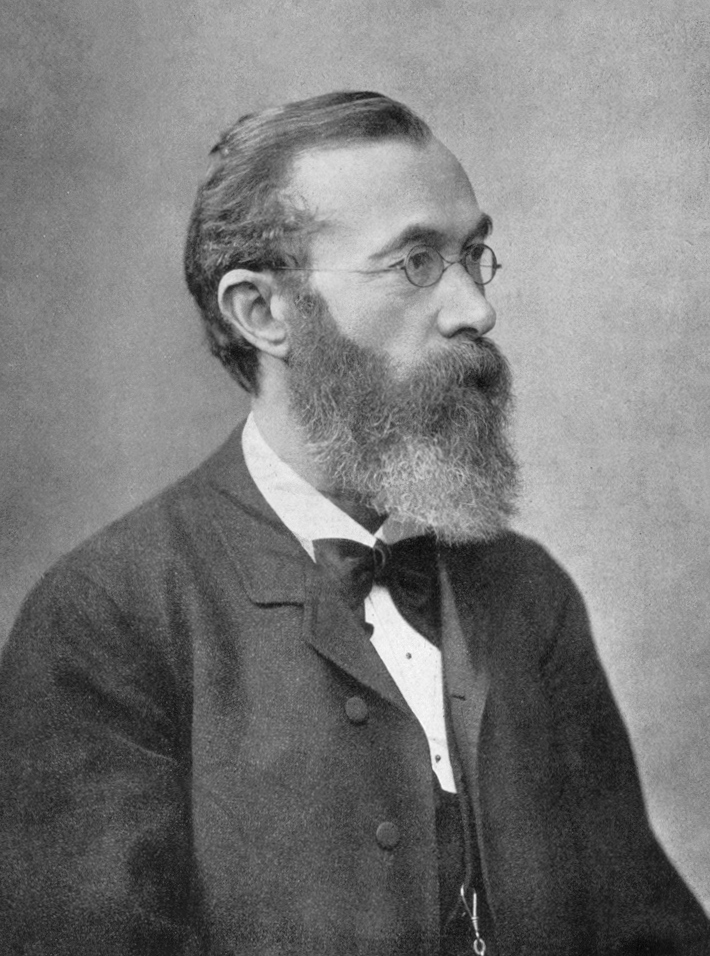
Wilhelm Wundt

Wilhelm Maximilian Wundt (16 agosto 1832 – 31 agosto 1920) è stato uno psicologo, fisiologo e filosofo tedesco. È divenuto "il padre fondatore" della disciplina, grazie al suo contributo teorico e sperimentale. Un punto importante di disaccordo tra Wundt e Münsterberg risiedeva su come la psicologia doveva essere praticata. Wundt infatti affermava che la psicologia dovrebbe essere una scienza pura e distaccata dalle preoccupazioni pratiche. Invece Münsterberg affermava che bisognava applicare i principi psicologici ai problemi pratici.
Wundt credeva che il libero arbitrio poteva essere vissuto come un elemento cosciente della mente, mentre Münsterberg no; credeva che mentre ci prepariamo ad agire sperimentiamo questa preparazione fisica ed interpretiamo con la volontà di agire in un certo modo.

## Opere
- Die Willenshandlung (1888)
- Beiträge zur experimentellen Psychologie (1889)Libro di Hugo Munsterberg
- Psychology and Life (1899)
- Grundzüge der Psychologie (1900)

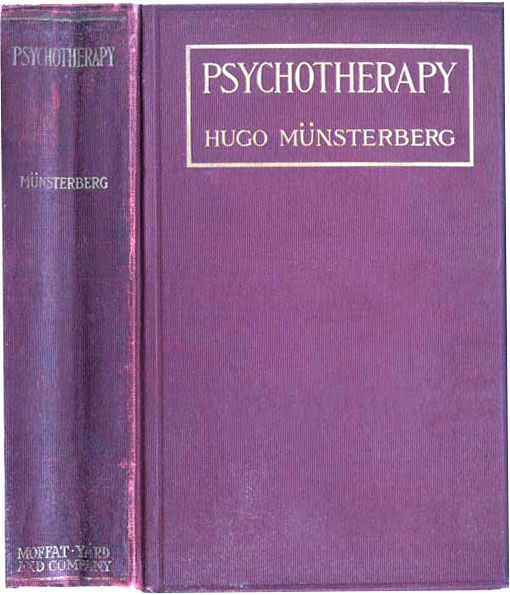
Libro di Hugo Munsterberg

- American Traits from the point of view of a German (1901)
- Die Amerikaner (1904)
- The principles of Art Education (1905)
- Science and Idealism (1906)
- On the witness stand. Essays on Psychology and Crime (1908)
- Aus Deutsch-Amerika (1908)
- Psychology and Crime (1908)
- Philosophie der Werte (1908)
- The Eternal Values (1909)
- Psychology and the Teacher (1909)
- Psychotherapy (1909)
- Psychology and Industrial Efficiency (1913)
- Psychology and Social Sanity (1914)
- Grundzuge Der Psychotechnic (1914)
- Psychology, General and Applied (1914, textbook)
- Tomorrow (1916)
- The Photoplay. A psychological study (1916)